# Leonhard Dering
Leonhard Dering (* 1991 in Tomsk) ist ein deutsch-russischer Pianist.

## Biografie

### Ausbildung
Leonhard Dering wurde in Tomsk in einer Familie deutscher, russischer und lettischer Herkunft geboren und wuchs in Coburg auf. Hier war seine erste Klavierlehrerin die Neuhaus-Schülerin Alla Schatz. Später studierte er in der Klavier-Meisterklasse von Lev Natochenny an der HfMDK in Frankfurt am Main und schloss im September 2019 ein Masterstudium an der Musikhochschule Luzern bei dem Pianisten Konstantin Lifschitz ab.

### Wirken
Konzerte führten Leonhard Dering in EU-Länder, in die Schweiz, Ukraine, Russland, an Konzertorte wie die Philharmonie im Gasteig, Odeonsplatz und Residenz München, Piano Salon Christophori Berlin, Mousonturm Frankfurt am Main, Amstelkerk Amsterdam, Gare du Nord Basel – und zu Festivals, darunter die Donaueschinger Musiktage, das Beethovenfest Bonn, die Internationalen Maifestspielen Wiesbaden, MusikWerk Luzern, Festival Mas i Mas Barcelona, Piano Loop Festival Split.
Aufnahmen mit ihm sendeten Deutschlandfunk Kultur, BR-Klassik, hr2-Kultur, SWR, Radio SRF 2 Kultur, NDR Kultur, MDR-Fernsehen, hr-fernsehen und 3sat.
Im November 2019 debütierte Dering als Solist des Hessischen Staatsorchesters im Kurhaus Wiesbaden mit dem 1. Klavierkonzert von Dmitri Schostakowitsch und das Concertino für Trompete, Klavier und Orchester von André Jolivet.
Als Kammermusikpartner spielte er unter anderem mit dem Trompeter Paul Hübner, der Klarinettistin Shelly Ezra, der Saxophonistin Veronika Kozhuharova, den Pianisten Konstantin Lifschitz, Benjamin Engeli, Michael Leslie, Alexander Maria Wagner, dem Eliot Quartett, dem Countertenor Andreas Scholl.
Im April 2019 spielte er in Kopenhagen die Uraufführung des ihm gewidmeten Klavierzyklus Four Lilith Valses von Marcela Lucatelli.
Als Pianist arbeitet er zusammen mit den Komponisten – Jagoda Szymtka, Elnaz Seyedi, Marcela Lucatelli, Óscar Escudero.
Die Zusammenarbeit mit Regisseuren – Thom Luz, Willy Praml, Jan Philipp Stange – und Schauspielern – Graham F. Valentine – führte zu Musiktheater-Produktionen am Deutschen Theater Berlin, Staatstheater Mainz, Nationaltheater Mannheim, Schauspielhaus Zürich, Theater Basel. Mit dem Mainzer Ensemble war er 2017 beim 54. Berliner Theatertreffen eingeladen und spielte am Haus der Berliner Festspiele.
Dering ist künstlerischer Leiter der Naxos Hallenkonzerte Frankfurt und Mitbegründer des Festivals Höri Musiktage Bodensee.

## Auszeichnungen
- 2017 Richard-Wagner-Stipendium
- 2016 1. Preis des Concours International de Piano Alexandre Scriabine Paris
- 2010 Stipendium der Deutschen Johann Strauss Gesellschaft
- 2010 Musik-Förderpreis der Stadt Coburg